# Miramax Films

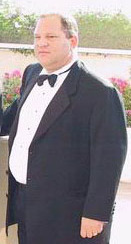
Гарві Вайнштейн 2002 року на Каннському фестивалі

Miramax Films — кінокомпанія, заснована в 1979 братами Бобом та Гарві Вайнштейн (англ. Bob and Harvey Weinstein).

## Історія
Компанія названа на честь батьків братів, яких звали Міра та Макс. «Miramax» замислювалася як компанія з виробництва незалежного некомерційного кіно. Аж до середини 1980-х років справи компанії йшли не блискуче, оскільки ринок незалежного кіно не був розвинений. Проте все змінилося на початку 1990-х. Кіноглядачі, втомлені від комерційних виробів великих кіностудій, зацікавилися авторською, наповненою сенсом продукцією «Miramax». Кінокомпанія стала лідером «революції незалежного кіно» 1990-х.
В 1993 у за $75 млн компанія частково була продана братами Вайнштейн іншому великому гравцеві ринку розваг — компанії «The Walt Disney Company» з умовою, що Боб і Харві залишаються співвласниками й управлінцями компанії.
У червні 2004 Disney запропонувала братам викупити компанію назад, проте вони не стали цього робити. 2005 року брати Вайнштейн остаточно покинули Miramax і розпочали створення нової кінокомпанії — The Weinstein Company
28 січня 2010 заявлено про прийдешнє закриття компанії. Близько 80 співробітників компанії звільнені, а її офіси в Нью-Йорку і Лос-Анджелесі закриті.

## Діяльність
Компанією знято понад 100 фільмів. Серед них — «Джей і мовчазний Боб завдають удару у відповідь», «Секс, брехня і відео» («Оскар» за сценарій), «Правила виноробів», «Закоханий Шекспір» та інші. Фільми «Години» та «Чикаго» в 2002 були відзначені премією «Оскар». «Чикаго» став найбільш комерційно успішним фільмом студії з часу її заснування. Також «Miramax» зняв ряд інших гучних картин: «Вбити Білла», «Фаренгейт 9 / 11» (цей фільм став найбільш комерційно успішним в жанрі документального кіно). Однією з найбільших ранніх успіхів «Miramax» стала картина «Кримінальне чтиво» Квентіна Тарантіно. При бюджеті в $8 млн вона зібрала понад $200 млн в прокаті. Саме «Кримінальне чтиво» вивело компанію в ряд великих і відомих кінокомпаній.
Крім кіновиробництва, «Miramax» займається кінодистрибуцією. За оцінками експертів, в наш час[коли?] вартість студії, яка відкрила таких зірок, як Кевін Сміт, Джейсон Мьюз, Бен Аффлек, Роберт Родрігес, Гвінет Пелтроу та Квентін Тарантіно, становить близько $2 млрд.

## Фільми виробництва Miramax Films
- 1989 — Новий кінотеатр «Парадізо» /Cinema Paradiso (дистрибуція в Північній Америці)
- 1989 — Секс, брехня і відео /Sex, lies, and videotape
- 1989 — Кидали /The Grifters
- 1990 — Зв'яжи мене! /¡Átame!
- 1992 — Скажені пси /Reservoir Dogs
- 1992 — Боб Робертс /Bob Roberts (спільно з Paramount Pictures)
- 1993 — Том і Джеррі: Фільм /Tom and Jerry: The Movie (дистрибуція)
- 1994 — Клерки /Clerks
- 1994 — Кримінальне чтиво /Pulp Fiction
- 1994 — Ворон /The Crow
- 1995 — Королівська милість /Restoration
- 1995 — Чотири кімнати /Four Rooms
- 1995 — Злодій і швець /The Thief and the Cobbler (або Арабські лицарі /Arabian Knight ; дистриб'юція)
- 1996 — Від заходу до світанку /From Dusk Till Dawn
- 1996 — Англійський пацієнт /The English Patient
- 1996 — Крик /Scream
- 1996 — Емма /Emma
- 1996 — Вигострене лезо /Sling Blade
- 1997 — У гонитві за Емі /Chasing Amy
- 1997 — Розумник Вілл Хантінг /Good Will Hunting
- 1997 — Крик 2 /Scream 2
- 1998 — Король повітря. Золотий м'яч /Air Bud: Golden Receiver (версія для кінотеатрів)
- 1998 — Шулера /Rounders
- 1999 — Досконалий смуток (англійський варіант та дистриб'юція; спільно з Manga Entertainment)
- 1999 — Принцеса Мононоке /Princess Mononoke (англійський варіант та дистриб'юція)
- 1999 — Правила виноробів /The Cider House Rules
- 1999 — Закоханий Шекспір /Shakespeare in Love
- 1999 — Талановитий містер Ріплі /The Talented Mr. Ripley (спільно з Paramount Pictures)
- 2000 — Дуже страшне кіно /Scary Movie
- 2000 — Крик 3 /Scream 3
- 2000 — Дуже страшне кіно 2 /Scary Movie 2
- 2001 — Шоколад /Chocolat
- 2001 — Діти шпигунів /Spy Kids
- 2001 — Амелі /Le Fabuleux Destin d'Amélie Poulain
- 2002 — Чикаго /Chicago
- 2002 — Банди Нью-Йорка /Gangs of New York
- 2002 — Діти шпигунів 2: Острів несправджених надій /Spy Kids 2: The Island of Lost Dreams
- 2002 — Покемон назавжди /Pokémon 4Ever (англійський варіант та дистриб'юція)
- 2002 — Піноккіо /Pinocchio (англійський варіант та дистриб'юція)
- 2002 — Фріда /Frida
- 2003 — Герої Покемон /Pokémon Heroes (англійський варіант та дистриб'юція)
- 2003 — Усередині моєї пам'яті /The i Inside
- 2003 — Вбити Білла. Фільм 1 /Kill Bill Vol.1
- 2003 — Холодна гора /Cold Mountain
- 2003 — Діти шпигунів-3D: Кінець гри /Spy Kids 3-D: Game Over
- 2003 — Дуже страшне кіно 3 /Scary Movie 3
- 2004 — Вбити Білла. Фільм 2 /Kill Bill Vol.2
- 2004 — Pokémon: Jirachi Wishmaker (англійський варіант та дистриб'юція; тільки на відео)
- 2004 — Країна садів /Garden State (спільно з Fox Searchlight)
- 2004 — Чарівна країна /Finding Neverland
- 2004 — Авіатор /The Aviator (спільно з Warner Bros.)
- 2005 — Великий рейд /The Great Raid
- 2005 — Pokémon: Destiny Deoxys (англійський варіант та дистриб'юція; тільки на відео)
- 2005 — Місто гріхів /Sin City
- 2005 — Цоці /Tsotsi
- 2006 — Дуже страшне кіно 4 /Scary Movie 4
- 2006 — Pokémon: Lucario and the Mystery of Mew(англійський варіант та дистриб'юція; тільки на відео)
- 2007 — Pokémon Ranger and the Prince of the Sea: Manaphy(англійський варіант та дистриб'юція; тільки на відео)
- 2007 — Джейн Остін / Becoming Jane
- 2009 — Парк культури і відпочинку /Adventureland
- 2016 — Дев'яте життя Луї Дракса / The 9th Life of Louis Drax